# 赛科音乐
赛科音乐（英語：Syco Music），前身為S Records，是英国音乐人西蒙·高維爾创办的一家唱片厂牌，隶属于赛科娱乐。该公司在伦敦和洛杉矶均拥有办公场所，并拥有签约《X音素》和《达人秀》艺人的独家权力。1世代、混合甜心和五佳人均为该公司签下的著名团体。